# Beatrice Spaziani
Beatrice Spaziani (Terracina, 26 marzo 1984) è una nuotatrice artistica italiana.

## Biografia
Nata a Terracina, in provincia di Latina, nel 1984, a 18 anni ha vinto la medaglia di bronzo nella gara a squadre agli Europei di Berlino 2002, chiudendo dietro a Russia e Spagna. Agli Europei di Madrid 2004 ha invece ottenuto un altro bronzo nella gara a squadre, sempre dietro a Russia e Spagna, ma soprattutto l'argento nel combinato a squadre, dietro alla sola Spagna.
A 20 anni ha partecipato ai Giochi olimpici di Atene 2004, nel duo con Lorena Zaffalon, chiudendo 7ª nelle qualificazioni (con 93.417 punti, dei quali 46.500 nel tecnico e 46.917 nel libero) e 8ª in finale, con 93.250 punti (46.500 nel tecnico e 46.750 nel libero), e anche nella gara a squadre con Cirulli, Fiorentini, Paccagnella, Plaisant, Savoia, Stefanelli, Zaffalon e Zanazza, arrivando al 7º posto, con 94.084 punti (46.834 nel tecnico e 47.250 nel libero).

## Palmarès

### Campionati europei
- 3 medaglie:
  - 1 argento (Combinato a squadre a Madrid 2004)
  - 2 bronzi (Gara a squadre a Berlino 2002, gara a squadre a Madrid 2004)